# Domenico Talia
Domenico Tàlia (Sant'Agata del Bianco, 1960) è un informatico italiano, professore ordinario di sistemi di elaborazione delle informazioni presso l'Università della Calabria. È autore di diversi libri a carattere scientifico o divulgativo sul tema dei Big Data.

## Opere

### Testi scientifici o divulgativi
- Programmazione logica e architetture parallele, Franco Angeli, 1993, ISBN 978-8820480417.
- Programming languages for parallel processing, IEEE Computer Society Press, 1995, ISBN 978-0818665028.
- Calcolo parallelo, automi cellulari e modelli per sistemi complessi, Franco Angeli, 1999, ISBN 978-8846413741.
- Service-oriented distributed knowledge discovery, Chapman & Hall/CRC, 2012, ISBN 978-1439875315.
- Data analysis in the Cloud, Elsevier, 2015, ISBN 978-0128028810.
- La società calcolabile e i Big Data, Rubbettino, 2018, ISBN 978-8849851823.
- Big Data and the computable society, World Scientific, 2019, ISBN 978-1786346919.
- L'impero dell'algoritmo, Rubbettino, 2021, ISBN 978-8849866209.
- From Algorithms to Thinking Machines, ACM Press, 2023, ISBN 979-8-4007-0857-2
- Programming Big Data Applications, World Scientific, 2024, ISBN 978-1-80061-504-5
- Giornalisti Robot? L’IA generativa e il futuro dell’informazione, Guerini e Associati, 2024, ISBN  978-8862509268

### Testi di genere letterario
- Itinerari stranieri, Calabria Letteraria, 2004, ISBN 978-8875740214.
- Il sole e il sangue, Ensemble, 2014, ISBN 978-8868810146.
- Il colore del cielo e altre ipotesi, Rubbettino, 2017, ISBN 978-8849850925.
- Brevi finestre, Il Seme Bianco, 2020, ISBN 978-8833612126.
- L'inventario delle ombre, Rubbettino, 2023, ISBN 9788849875669.

## Attività di ricerca
È autore di numerose pubblicazioni scientifiche nel settore dell'informatica e in particolare su tematiche di cloud computing, High Performance Computing, data mining, machine learning, calcolo parallelo.